# DISHFIRE
DISHFIRE es un sistema de recopilación de vigilancia global encubierta y una base de datos gestionada por la Agencia de Seguridad Nacional (NSA) de los Estados Unidos de América y el Cuartel General de Comunicaciones del Gobierno del Reino Unido (GCHQ) que recoge cientos de millones de mensajes de texto diariamente en todo el mundo. Una herramienta analítica relacionada se conoce como Prefer.

## Detalles
La base de datos está gestionada por las siguientes agencias:
- Agencia de Seguridad Nacional de los Estados Unidos.[2]
- Cuartel General de Comunicaciones del Gobierno del Reino Unido.[2]

La existencia de la base de datos se reveló en 2014 a partir de los documentos revelados por el ex contratista e informante Edward Snowden. Según los documentos de Snowden, el GCHQ tiene pleno acceso a la base de datos DISHFIRE, que la agencia utiliza para obtener información personal de los británicos aprovechando una laguna legal.

## Alcance de la vigilancia
Cada día, DISHFIRE recoge las siguientes cantidades de datos:
- Datos de geolocalización de más de setenta y seis mil mensajes de texto y otra información de viaje.[1]
- Más de ciento diez mil nombres, recogidos a partir de tarjetas de visita electrónicas.[1]
- Más de ochocientas mil transacciones financieras, recogidas a partir de pagos de texto a texto o de la vinculación de tarjetas de crédito a usuarios de teléfonos.[1]
- Detalles de 1,6 millones de cruces de fronteras basados en la interceptación de alertas de itinerancia de la red.[1]
- Más de cinco millones de alertas de llamadas perdidas.[1]
- Unos doscientos millones de mensajes de texto de todo el mundo.[3]

La prensa destacó algunas citas de las presentaciones internas que ponen de manifiesto la intención de esta operación: un documento filtrado del GCHQ decía que DISHFIRE «recoge prácticamente todo lo que puede, por lo que se pueden ver SMS de un selector que no está dirigido». Por lo tanto, en este documento se sugería que la recopilación masiva era «particularmente útil para el desarrollo de nuevos objetivos, ya que es posible examinar el contenido de los mensajes enviados meses o incluso años antes de que se supiera que el objetivo era de interés». (énfasis en el original)
En respuesta, una portavoz de la NSA describe la base de datos de la siguiente manera: «DISHFIRE es un sistema que procesa y almacena datos de SMS recogidos legalmente. Dado que algunos datos de SMS de personas estadounidenses pueden ser recogidos incidentalmente en la misión legal de inteligencia exterior de la NSA, existen protecciones de la privacidad de las personas estadounidenses en todo el proceso relativo al uso, manejo, retención y difusión de los datos de SMS en DISHFIRE».

## Procesamiento de datos
DISHFIRE suele explotarse con una herramienta de análisis conocida como el programa Prefer (estilizado PREFER), que procesa los mensajes SMS para extraer información que incluye los contactos de las alertas de llamadas perdidas, la ubicación de las alertas de itinerancia y viajes, la información financiera de las alertas y pagos bancarios, y los nombres de las tarjetas de negocio electrónicas.

## Reacciones
Un representante de Vodafone declaró en la noticia de última hora de Channel 4: «es la primera vez que oímos hablar de ello y, naturalmente, estamos conmocionados y sorprendidos». Continuó diciendo que DISHFIRE probablemente estaba eludiendo la legislación del Reino Unido. Según Geoff White, de Channel 4, «el sistema de DISHFIRE ofrece al GCHQ un resquicio legal para obtener esa información sin necesidad de una solicitud RIPA. Esto se debe a que los mensajes de texto son recogidos y almacenados por la NSA, y el acceso del GCHQ a los datos de las agencias de inteligencia extranjeras no está cubierto por ninguna ley del Reino Unido». El ex comisario de interceptación del Reino Unido, Swinton Thomas, estableció una analogía entre este método de eludir las leyes de interceptación del Reino Unido y la tortura en un país extranjero, añadiendo que se trataba de un «ámbito diferente, por supuesto, pero el concepto es muy similar».

## Galería
- Presentación de alto secreto que incluye detalles de DISHFIRE.

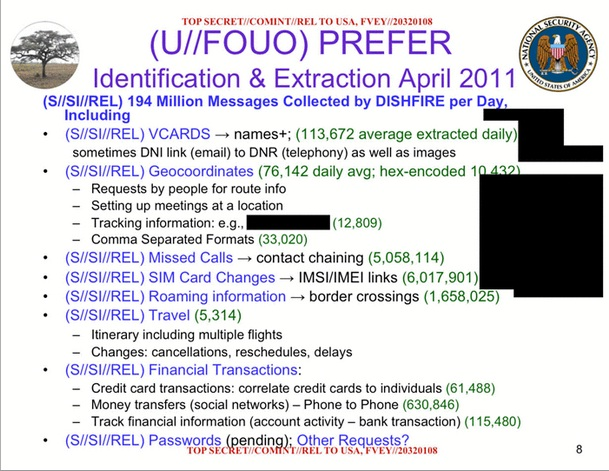
Cada día se introducen en el sistema unos 200 millones de mensajes de texto.
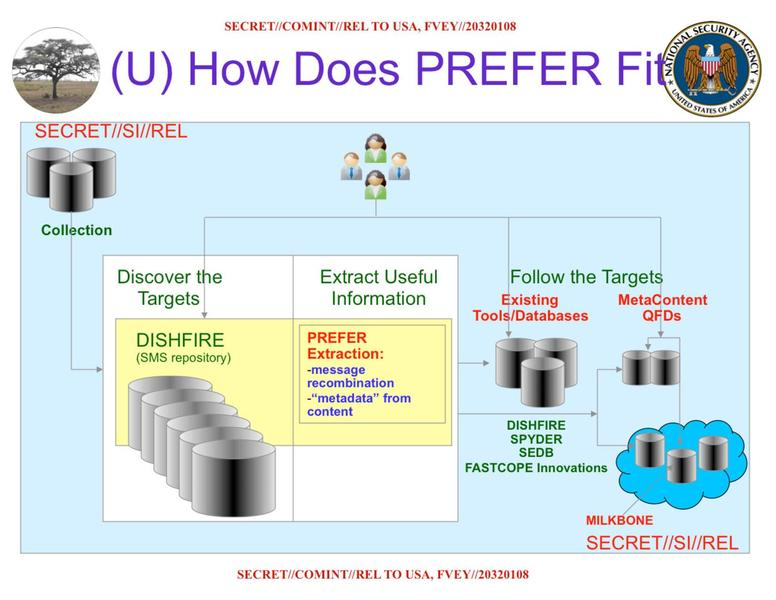
Un diagrama que muestra cómo se procesan y analizan los datos en el repositorio de DISHFIRE.